# Citroën C4 Picasso (второе поколение)
Второе поколение Citroën C4 Picasso и Grand C4 Picasso (с 2018 года — Citroën C4 SpaceTourer и Grand C4 SpaceTourer) было представлено в 2013 году. Citroën C4 Picasso — семейство компактвэнов французской компании Citroën, входящей в концерн Stellantis. Модели выпускались с 2013 по 2022 год и имели большой успех — около 700 тысяч проданных машин. Различные автомобильные издания также оценили их положительно, отметив просторный салон и красивый дизайн, но одновременно с этим — не самую лучшую управляемость и некоторые недостатки двигателей и трансмиссии.

## История

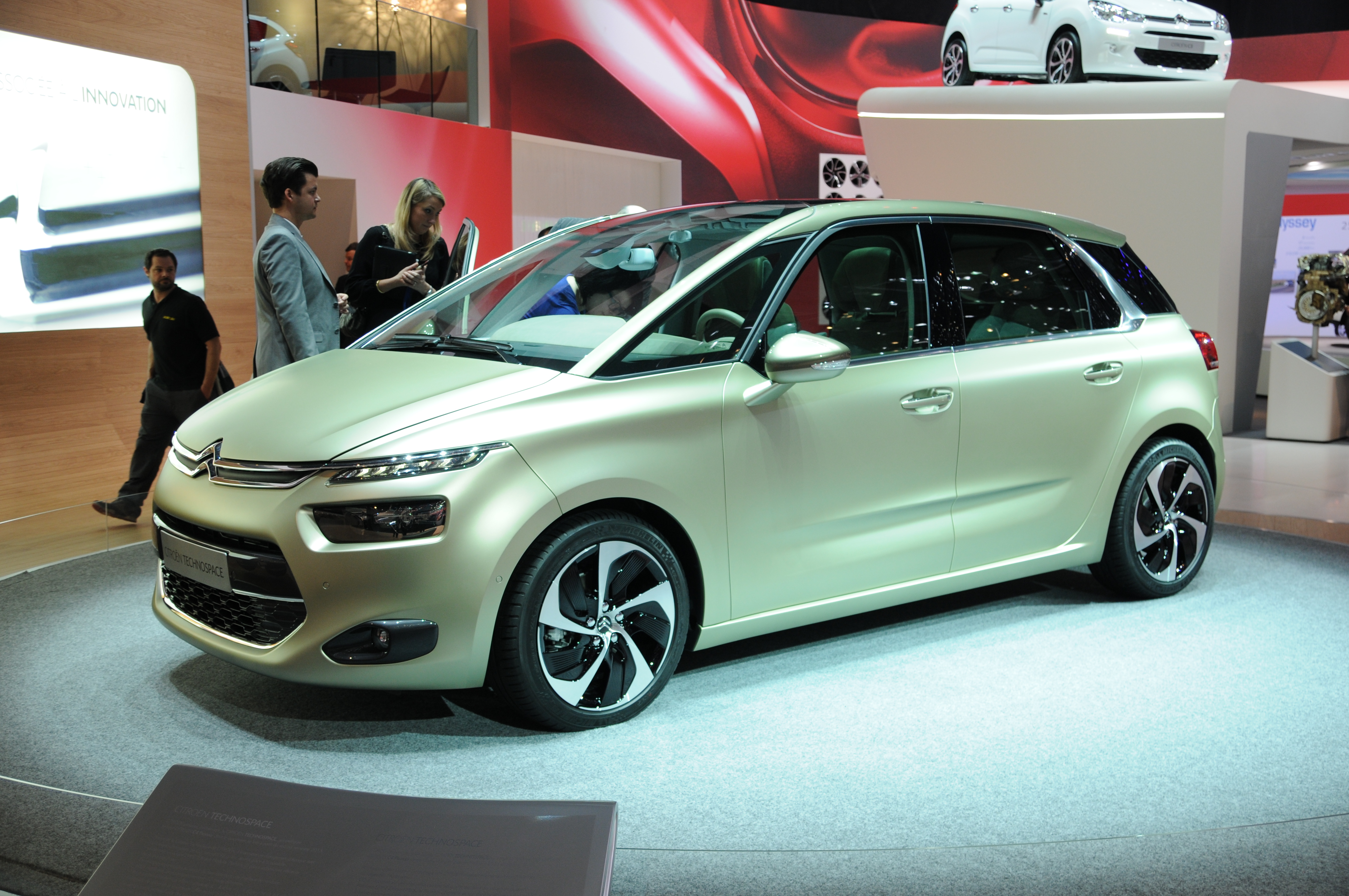
Концепт Technospace

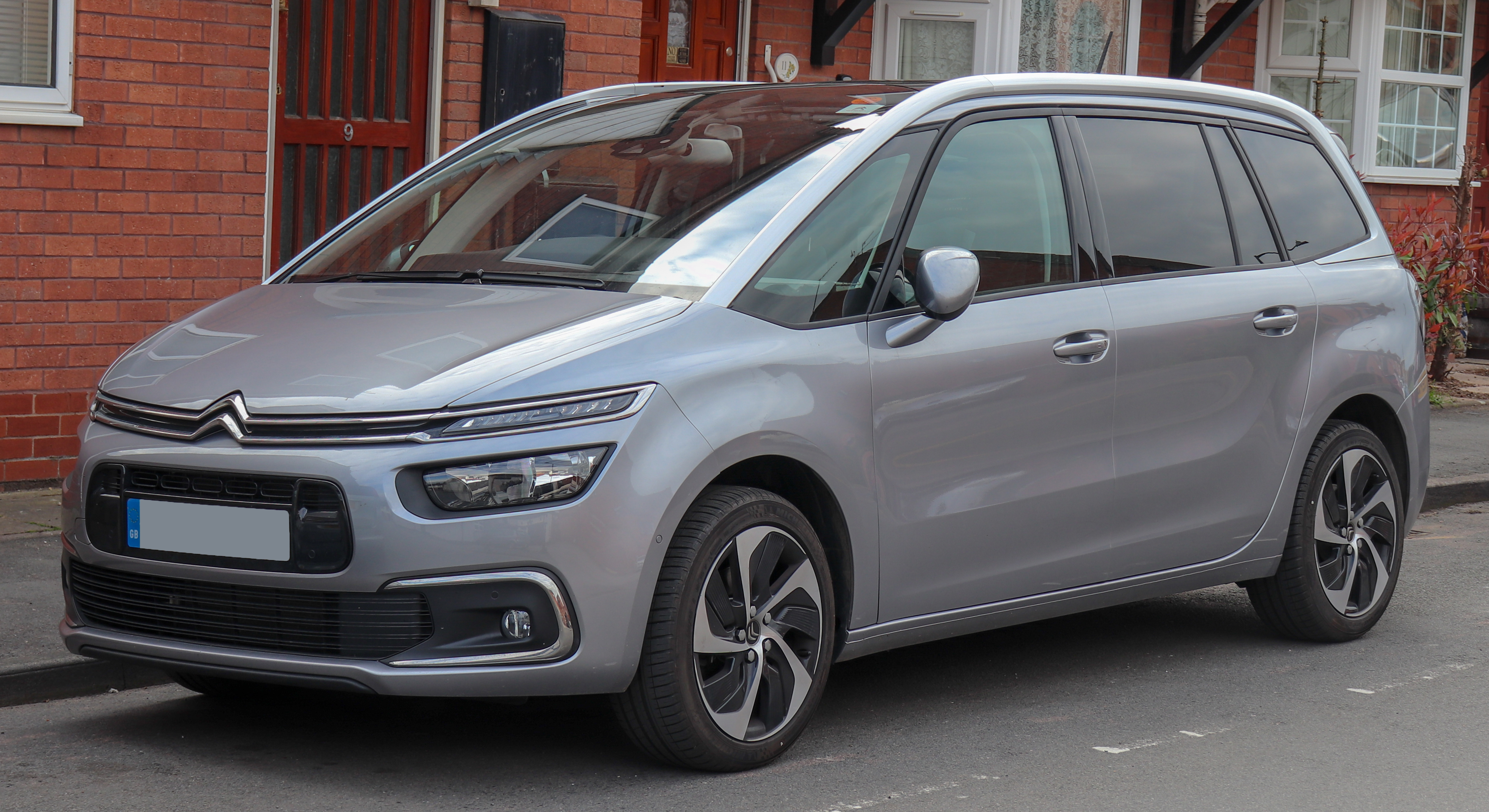
Семиместная модель после рестайлинга и смены названия

Презентация предсерийной модели под названием Citroën Technospace прошла на Женевском автосалоне в марте 2013 года. Концепт очень схож с серийной пятиместной моделью. Фотографии и технические характеристики серийной пятидверной модели были опубликованы в апреле 2013 года, а презентация состоялась в конце апреля на Шанхайском автосалоне. Семиместная модель была представлена в июне 2013 года.
На рынки Латинской Америки модель пришла позже. Продажи в Аргентине, куда модель поставлялась из Европы, начались в апреле 2014 года по цене от 377 000 песо. Продажи в Бразилии начались в октябре 2015 года по цене от 110 000 реалов для пятиместной модели и от 120 000 реалов для семиместной. Продажи в Австралии начались в феврале 2015 года по цене от 40 990 долларов.
В мае 2016 года были представлены обновлённые модели. Изменениям подверглась передняя часть, которая у обеих моделей теперь одинаковая, а также задние фонари и колёса. Пятиместную модель теперь можно было заказать в двухцветном исполнении (перекрашены крыша, стойки и зеркала заднего вида). В салоне мультимедийная система оснащена системами Apple CarPlay и Android Auto. Стала доступна система предупреждения водителя об усталости. 1,2-литровый мотор теперь оснащается, помимо механической коробки передач, шестиступенчатой автоматической. Продажи обновлённых моделей в Европе стартовали в июне 2016 года, а в России — в октябре по цене от 1 631 000 рублей.
В марте 2018 года на Женевском автосалоне были представлены слегка изменённые модели, получившие новые названия — C4 SpaceTourer и Grand C4 SpaceTourer. Согласно официальным заявлениям компании, изменение названия связано с тем, что Citroën решил унифицировать имена всех моделей повышенной вместимости (другой моделью с таким названием является Citroën Spacetourer на базе Peugeot Expert). Однако, вполне возможно, что компания просто не смогла продлить контракт с семьёй известного французского художника Пабло Пикассо. У сменивших название моделей также появилась новая восьмиступенчатая автоматическая коробка передач от фирмы Aisin вместо шестиступенчатой, устанавливаемой ранее. Продажи обновлённых моделей в России стартовали в ноябре 2018 года, цена не изменилась.
Однако, с новым названием модели продержались недолго. В мае 2019 года было объявлено о прекращении производства пятиместной модели. Семиместная модель оставалась на производстве вплоть до июля 2020 года. На Grand C4 SpaceTourer завершилась история минивэнов Citroën, начавшаяся в 1994 году с модели Evasion.

## Дизайн и конструкция

### Модификации кузова
В целом форма кузова у обеих моделей осталась прежней: пятиместный C4 Picasso имеет каплевидную форму кузова, которая досталась ему ещё от Xsara Picasso, выпущенного в 1999 году. Семиместная модель имеет более близкую к минивэнам форму кузова. Модели также различаются задними фонарями — у семиместной модели они двойные.

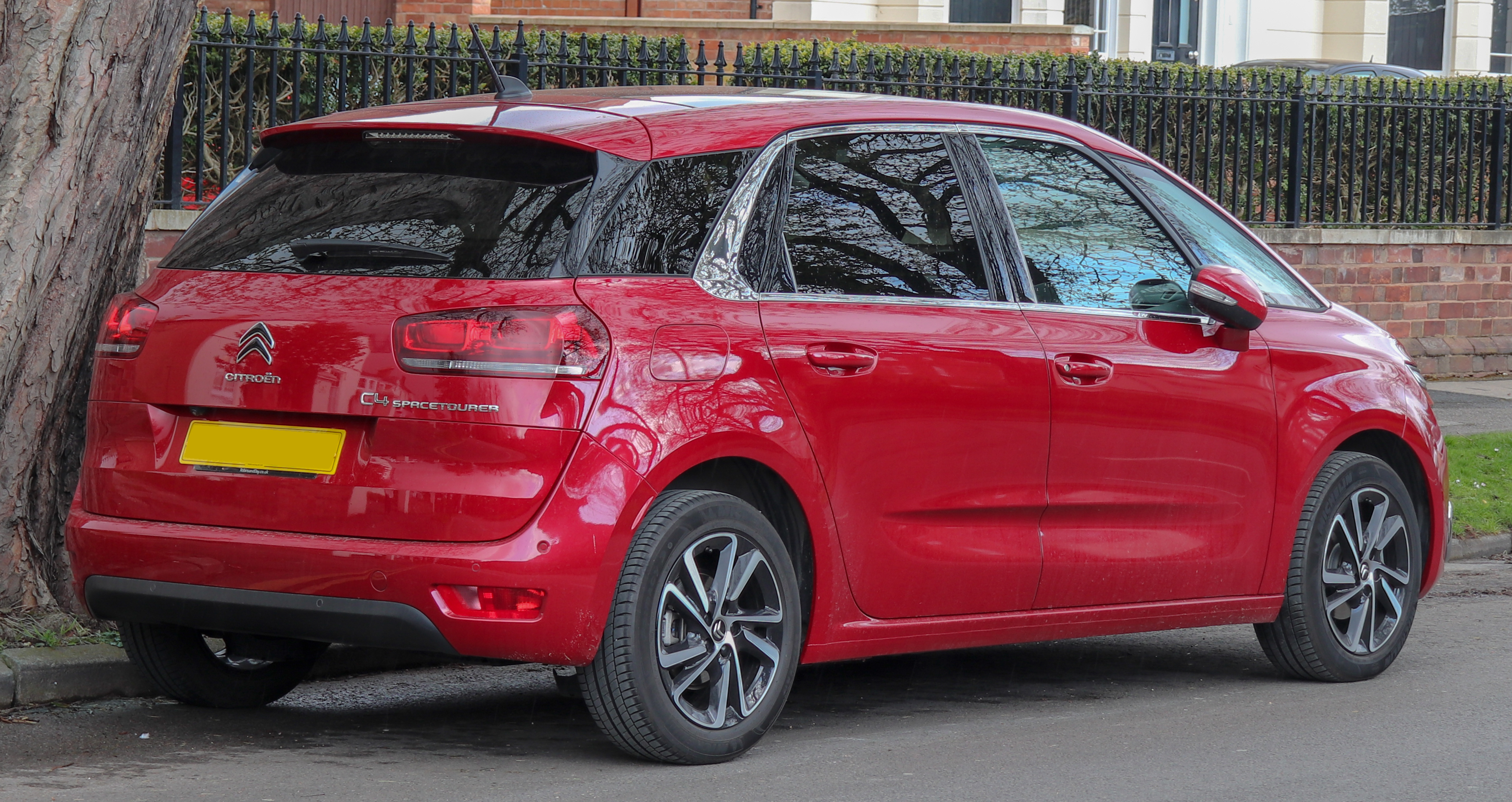
Пятиместная модификация
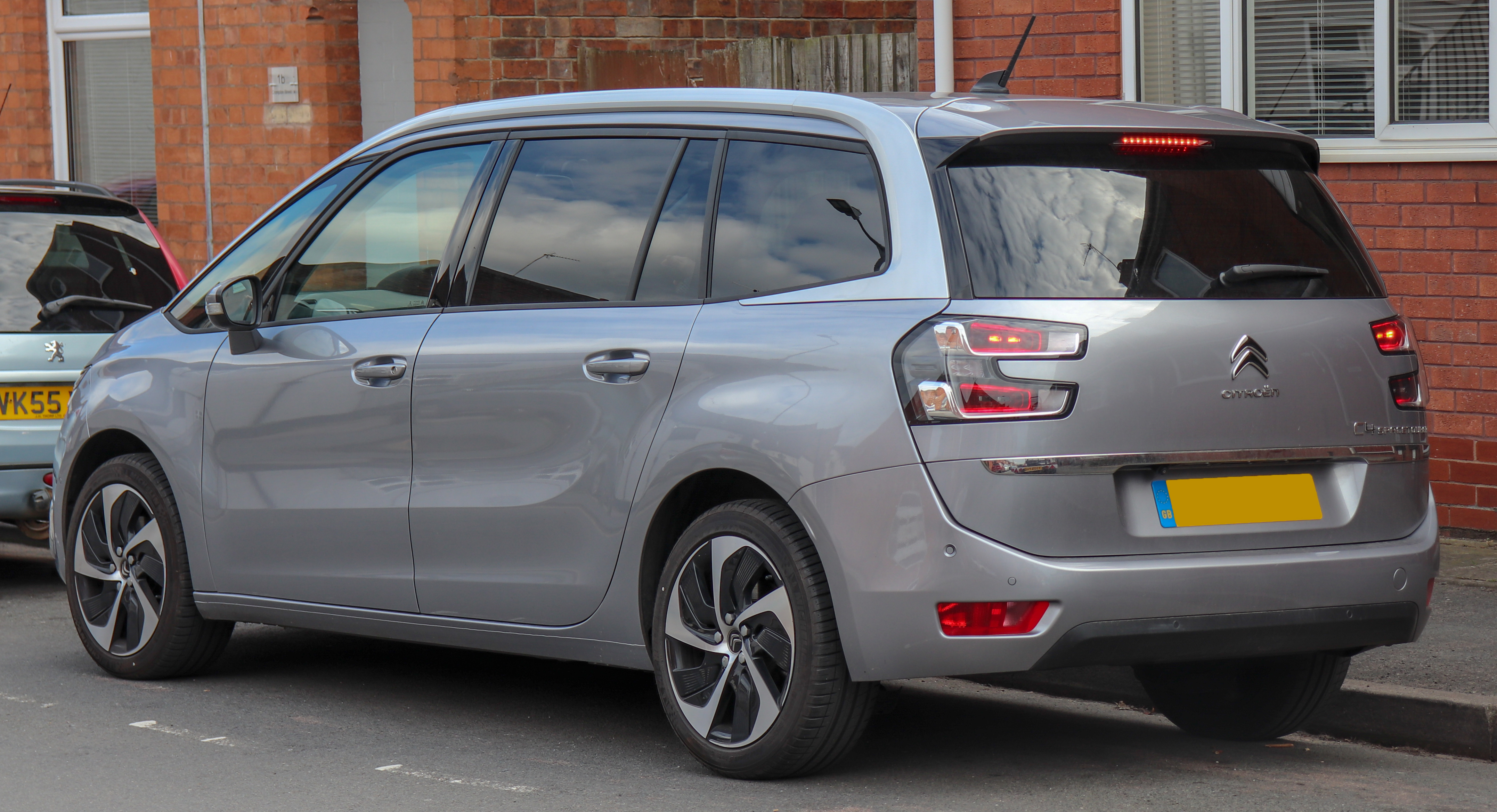
Семиместная модификация (Grand C4 Picasso)

### Интерьер

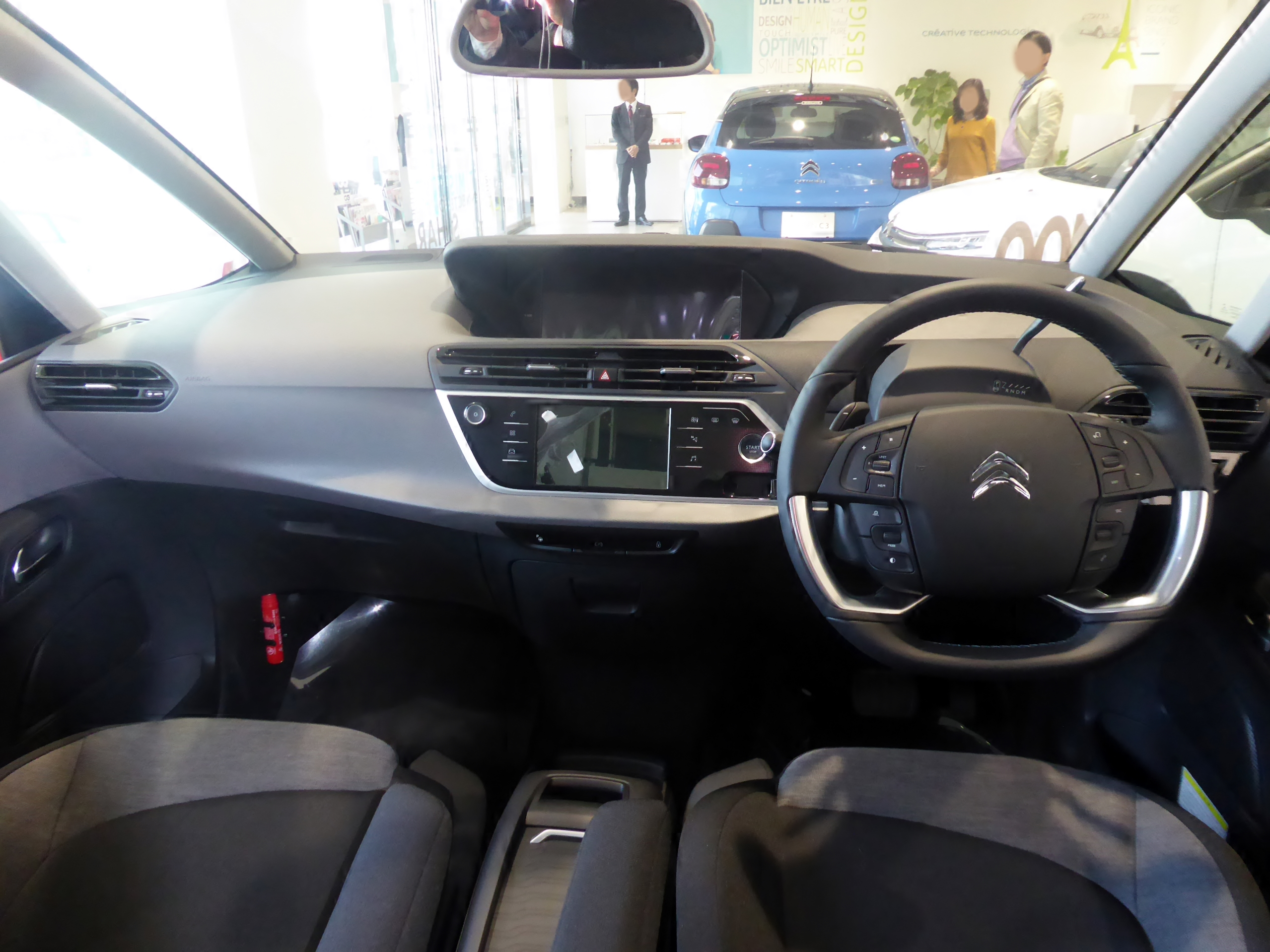
Интерьер

Интерьер также претерпел весьма серьёзные изменения по сравнению с предыдущими моделями. Руль теперь закреплён на обычной ступице, а не на неподвижной, а с торпедо исчезли дополнительные ящики для вещей. Приборная панель представляет из себя дисплей с аналоговыми показателями спидометра и тахометра, а между ними расположены цифровые показатели уровня топлива, расхода топлива и эко-режима. Вместо тахометра и трёх показателей может также отображаться по усмотрению водителя либо навигатор, либо картинка. На центральной консоли расположен 12-дюймовый сенсорный дисплей, вокруг которого 7 дополнительных кнопок.
Между передними креслами установлен ящик для мелочей. Сами кресла в комплектации Exclusive (которая является самой дорогой из доступных) обладают подставкой для ног и даже функцией массажа. Лобовое стекло, как и моделей первого поколения, заходит далеко на крышу. Солнцезащитные козырьки сдвижные. Задний ряд сидений состоит из трёх отдельных кресел, каждое из которых регулируется продольно и по наклону спинки. В качестве опций доступны шторки на задних окнах и панорамная крыша. Багажник у пятиместной версии имеет объём 537 литров, а при максимально сдвинутых вперёд задних сиденьях увеличивается до 630 литров. Задняя дверь в комплектациях Intensive и Exclusive обладает электроприводом.

### Технические характеристики
Модели второго поколения построены на платформе EMP2 (Efficient Modular Platform 2). Благодаря этому масса автомобилей снизилась на 70 кг, в основном за счёт применяемых материалов. Передняя подвеска — независимая, типа McPherson, задняя — полузависимая, пружинная. Передние тормоза — дисковые вентилируемые, задние — дисковые. Устанавливаемые шины —  205/60, диски имеют диаметр 16 дюймов. Двигателей было изначально доступно три: бензиновый 1,6-литровый VTI мощностью 120 л.с., его турбированный вариант THP мощностью уже 155 л.с. и турбодизельный двигатель 1.6 HDI мощностью либо 90, либо 115 л.с. С бензиновыми двигателями предлагалась только механическая коробка передач, а с дизельным ещё и автоматическая. Чуть позже стал доступен двухлитровый турбодизельный мотор BlueHDI  мощностью 150 л.с.

## Безопасность
Автомобиль в пятиместной модификации прошёл краш-тест EuroNCAP в 2013 году. Согласно отчёту, модель оснащена преднатяжителями и ограничителями нагрузки ремней безопасности, фронтальными подушками безопасности водителя и переднего пассажира, а также боковыми подушками и шторками безопасности. Автомобиль показал отличный результат во фронтальном и боковом ударе. Однако, при ударе об столб была выявлена слабая защита грудной клетки. Подголовники показали отличный результат при защите шеи и головы. К защите детей также не было нареканий. С защитой пешеходов всё хуже: передний край капота может быть опасен для таза, а лобовое стекло — для головы пешехода. В остальных местах защита была лучше. Что касается систем активной безопасности, то модель оснащена системой электронного контроля устойчивости, системой предупреждения о непристёгнутом ремне безопасности и ограничителем скорости.

## Обзоры и оценки
Российское издание «За рулём» в июне 2016 года сравнивало Citroën Grand C4 Picasso с Volkswagen Caddy. Французский компактвэн сразу же привлёк редакцию необычным и просторным салоном. А вот в удобстве на третьем ряду сидений лучшим оказался Caddy, в основном благодаря высокой крыше. В плане разгона и управляемости Grand C4 Picasso оказался лучше. Выбор редакции в итоге пал на французскую модель. Редакция интернет-издания «Драйв» тестировало пятиместную модель в марте 2014 года. Вновь был отмечен простор в салоне, особенно спереди. Для задних пассажиров места было меньше, а высокие люди, согласно редакции, будут касаться коленями откидных столиков. Однако, была раскритикована роботизированная коробка передач, в основном из-за больших пауз при смене передач.
Что касается иностранных изданий, то британское издание «Top Gear» оценило модель на 7 из 10, отметив из плюсов удобные сидения, комфорт в салоне, хороший обзор и экономичность, а из минусов — плохое переключение передач и управляемость (сравнив её с моделью Ford C-Max). Издание «Auto Express» оценило модель на 5 из 5, отметив практичный интерьер, красивый дизайн и хорошие двигатели, а из минусов — недостаточно мощный дизельный двигатель и управляемость. Журнал «Car» оценил модель на 4 из 5: управляемость и производительность двигателя получили оценку 2 из 5, удобство — 4 из 5, а дизайн — 3 из 5.

## Отзывные кампании
За 9 лет существования модель отзывалась огромное число раз. Отзывные кампании происходили по следующим причинам: возможность утечки топлива, неправильного переключения передач, потеря управления, вновь возможности утечки топлива, случайного открывания дверей, утечки масла и тем самым повреждения двигателя, ещё трижды из-за возможности случайного открывания дверей; поломки крепления ремня безопасности, поломки передней подвески, дважды из-за неправильной работы стартера; поломки капота, несоответствия компонентов двигателя заявленным характеристикам, перегрева двигателя, слишком высоких выбросов CO2, несоответствия фильтра в дизельном двигателе заявленным спецификациям, а также проблемы с тормозной вакуумной трубкой. Также происходили отзывы по причине неправильной работы подушек безопасности, плохо затянутой уплотнительной пробки в масляной трубке и повышенных выбросов NO2.

## Продажи
Модель стала успешной — около 700 тысяч проданных автомобилей. Однако, большинство из этих продаж пришлись на Европу. В России и странах Латинской Америки было продано лишь несколько тысяч автомобилей.
| Страна    | Календарный год | Календарный год | Календарный год | Календарный год | Календарный год | Календарный год | Календарный год | Календарный год | Календарный год | Итого   |
| Страна    | 2013            | 2014            | 2015            | 2016            | 2017            | 2018            | 2019            | 2020            | 2021            | Итого   |
| --------- | --------------- | --------------- | --------------- | --------------- | --------------- | --------------- | --------------- | --------------- | --------------- | ------- |
| Европа    | 85 666          | 117 102         | 110 969         | 106 267         | 99 254          | 74 864          | 49 599          | 26 717          | 16 826          | 687 264 |
| Россия    | 392             | 607             | 272             | 267             | 473             | 303             | 257             | 16              | -               | 2587    |
| Аргентина | -               | 143             | 201             | 175             | 688             | 730             | 196             | -               | -               | 2133    |
| Бразилия  | -               | -               | 57              | 217             | 467             | 298             | 43              | -               | -               | 1082    |